# Waukegan
Waukegan je město v okresu Lake County ve státě Illinois ve Spojených státech amerických. Leží 58 kilometrů severně od Chicaga, největšího města ve státě a 18 kilometrů jižně od hranice se státem Wisconsin na pobřeží Michiganského jezera. Waukegan je satelitním městem v chicagské metropolitní oblasti. V metropolitní oblasti Chicaga jde zároveň o sedmé nejlidnatější město, v celém státě Illinois je pak Waukegan 10. nejlidnatějším městem (a navíc 390. nejlidnatějším městem v USA). Obecně je řazen mezi chudší oblasti chicagské metropolitní oblasti. 
K roku 2020 zde žilo 89 321 obyvatel. S celkovou rozlohou 63 km² byla hustota zalidnění 1 424 obyvatel na km². Partnerským městem Waukeganu je město Mijazaki v Japonsku. 